# American Recordings (album)
American Recordings è il cinquantaduesimo album in studio di Johnny Cash pubblicato nel 1994, primo disco di Cash prodotto da Rick Rubin per l'omonima etichetta discografica.

## Il disco
Cash venne contattato dal produttore Rick Rubin, che era in cerca di un artista la cui carriera fosse ormai in fase calante da rilanciare all'attenzione del pubblico mondiale. Rubin gli si presentò dicendogli che gli sarebbe molto piaciuto produrlo, e gli offrì un contratto con la sua casa discografica, la Def American Records, conosciuta per la musica rap e heavy metal più che per il country. Sotto la supervisione di Rubin, Cash registrò l'album nel salotto di casa, accompagnato solo dalla sua chitarra acustica. Rubin, come decenni prima Sam Phillips, riteneva che la voce di Cash venisse esaltata da uno stile prettamente acustico, e quindi cercò uno stile minimalista per le canzoni. Cash incise oltre trenta canzoni tra vecchi classici, cover e brani suggeriti dallo stesso produttore.
Le tracce Tennessee Stud e The Man Who Couldn't Cry furono registrate dal vivo al Viper Room, un locale sul Sunset Strip a Los Angeles, all'epoca proprietà di Johnny Depp. The Beast in Me era stata composta e incisa da Nick Lowe. Glenn Danzig scrisse Thirteen appositamente per Cash in meno di venti minuti. La foto della copertina del disco venne scattata mentre Cash era in vacanza in Australia, a Werribee vicino a Melbourne. Cash appare in copertina nel mezzo di un campo selvatico, vestito di nero come un vecchio predicatore, attorniato da due cani ai lati (uno bianco a destra e uno nero a sinistra) che sembrano indicare il Peccato e la Redenzione.

## Pubblicazione e accoglienza
| Recensione           | Giudizio |
| -------------------- | -------- |
| AllMusic             |          |
| Ondarock             |          |
| Rolling Stone        |          |
| Entertainment Weekly | A        |
| Q                    |          |
| NME                  |          |

American Recordings fu pubblicato il 26 aprile 1994, ricevendo plauso quasi unanime dalla critica. La rivista Q lo definì il disco più sincero e ambizioso dell'anno, mentre NME lo trovò "edificante e un inno alla vita perché il messaggio viene trasmesso attraverso le avversità, la sfortuna e la lotta per la sopravvivenza". David Browne, recensendo l'album per Entertainment Weekly, scrisse che Cash resta un cantante accattivante per tutta la durata dell'album, nonostante gli arrangiamenti austeri e spartani, e definì il disco "il suo album più rilassato e folk da tre decenni a questa parte". Su Rolling Stone, Anthony DeCurtis lodò American Recordings come uno dei migliori album di Cash per la sua consapevole "intensità biblica" applicata a tradizionali brani folk resi contemporanei e attuali allo stesso tempo. Mark Cooper di Mojo descrisse l'opera "un mix mozzafiato di auto-mitizzazione e confessioni private". Sul Chicago Tribune, Greg Kot scrisse che la voce di Cash risultava effettivamente "drammatica attraverso il pathos evocato dalle canzoni", mentre il critico del Los Angeles Times Randy Lewis disse che i brani sull'album "scavavano negli angoli più oscuri dell'anima americana" e che il disco era una "pietra miliare" nella discografia di Johnny Cash.
Di parere opposto invece Robert Christgau che sul The Village Voice scrisse che American Recordings era stato "sopravvalutato da sicofanti antisociali e che mancava del ritmo vitale della migliore musica di Cash", citando Delia's Gone e forse Thirteen come gli unici brani decenti del disco. In retrospettiva, Mark Deming di AllMusic scrisse che l'album "divenne un evento e un successo commerciale, anche se è stato sopravvalutato in alcuni ambienti, semplicemente perché ha ricordato al pubblico che uno dei più grandi talenti musicali dell'America era ancora in grado di fare musica coinvolgente, cosa che non aveva mai smesso di fare, anche se nessuno si era preoccupato di ascoltare".
Alla fine del 1994, American Recordings fu votato settimo miglior album dell'anno nell'annuale sondaggio Pazz & Jop, riservato a critici musicali. Nelle classifiche di fine anno, il disco si posizionò 36º nella classifica di Select, 23º su NME, 19º su Rockdelux, 17º su Les Inrockuptibles, 15º su The Face, 5º sul Los Angeles Times, 4º su Mojo, e 2º su OOR. Ai Grammy Awards del 1995, American Recordings si aggiudicò il premio Grammy Award al miglior album folk contemporaneo. La rivista Rolling Stone l'ha inserito al 364º posto della sua lista dei 500 migliori album.
Il successo di critica e pubblico arriso a American Recordings farà sì che Rubin continui la collaborazione con Cash, dando inizio alla serie di dischi denominata "American" che partorirà nel corso degli anni successivi gli album Unchained (1996), American III: Solitary Man (2000), American IV: The Man Comes Around (2002), American V: A Hundred Highways (2006), e American VI: Ain't No Grave (2010); questi ultimi due usciti postumi. Poco dopo la morte di Cash è stato pubblicato anche il cofanetto intitolato Unearthed, contenente materiale risalente alle registrazioni di queste sessioni.

## Tracce
1. Delia's Gone – 2:18 (Johnny Cash, Karl Silbersdorf, Dick Toops)
2. Let the Train Blow the Whistle – 2:15 (Cash)
3. The Beast in Me – 2:45 (Nick Lowe)
4. Drive On – 2:23 (Cash)
5. Why Me Lord – 2:20 (Kris Kristofferson)
6. Thirteen – 2:29 (Glenn Danzig)
7. Oh, Bury Me Not (Introduction: "A Cowboy's Prayer") – 3:52 (John Lomax, Alan Lomax, Roy Rogers, Tim Spencer)
8. Bird on the Wire – 4:01 (Leonard Cohen)
9. Tennessee Stud (Registrata dal vivo al The Viper Room, West Hollywood, 3 dicembre 1993) – 2:54 (Jimmy Driftwood)
10. Down There by the Train – 5:34 (Tom Waits)
11. Redemption – 3:03 (Cash)
12. Like a Soldier – 2:50 (Cash)
13. The Man Who Couldn't Cry (Registrata dal vivo al The Viper Room, West Hollywood, 3 dicembre 1993) – 5:03 (Loudon Wainwright III)

## Formazione
- Rick Rubin – produttore
- Johnny Cash – chitarra acustica, voce, note interne
- Jim Scott – mixing
- David Ferguson – tecnico del suono
- Stephen Marcussen – masterizzazione
- Christine Cano – design
- Martyn Atkins – art director, fotografo